# Sonorama 2010
Sonorama 2010 fue la XIII edición del Festival Sonorama, llevada a cabo en la ciudad de Aranda de Duero (Provincia de Burgos), del 12 al 14 de agosto de 2010, y organizada por la Asociación, sin ánimo de lucro, "Art de Troya". Tal edición contó con la presencia de unos 80 grupos y más de 30.000 asistentes durante los 3 días de conciertos.
Entre las novedades de la edición destacaron que el número de escenarios se amplió a 10 y por primera vez, repartidos entre el "Recinto Ferial" y el "centro histórico", con la Plaza del Trigo como protagonista, de la ciudad. El "Escenario Principal" tuvo 60 m de longitud. Se incorporaron a las actividades la "Ruta del Vino". Y se publicitó por primera vez en el Reino Unido, en una de las publicaciones especializadas más importantes de Inglaterra: The Guestlist Network.

## Grupos

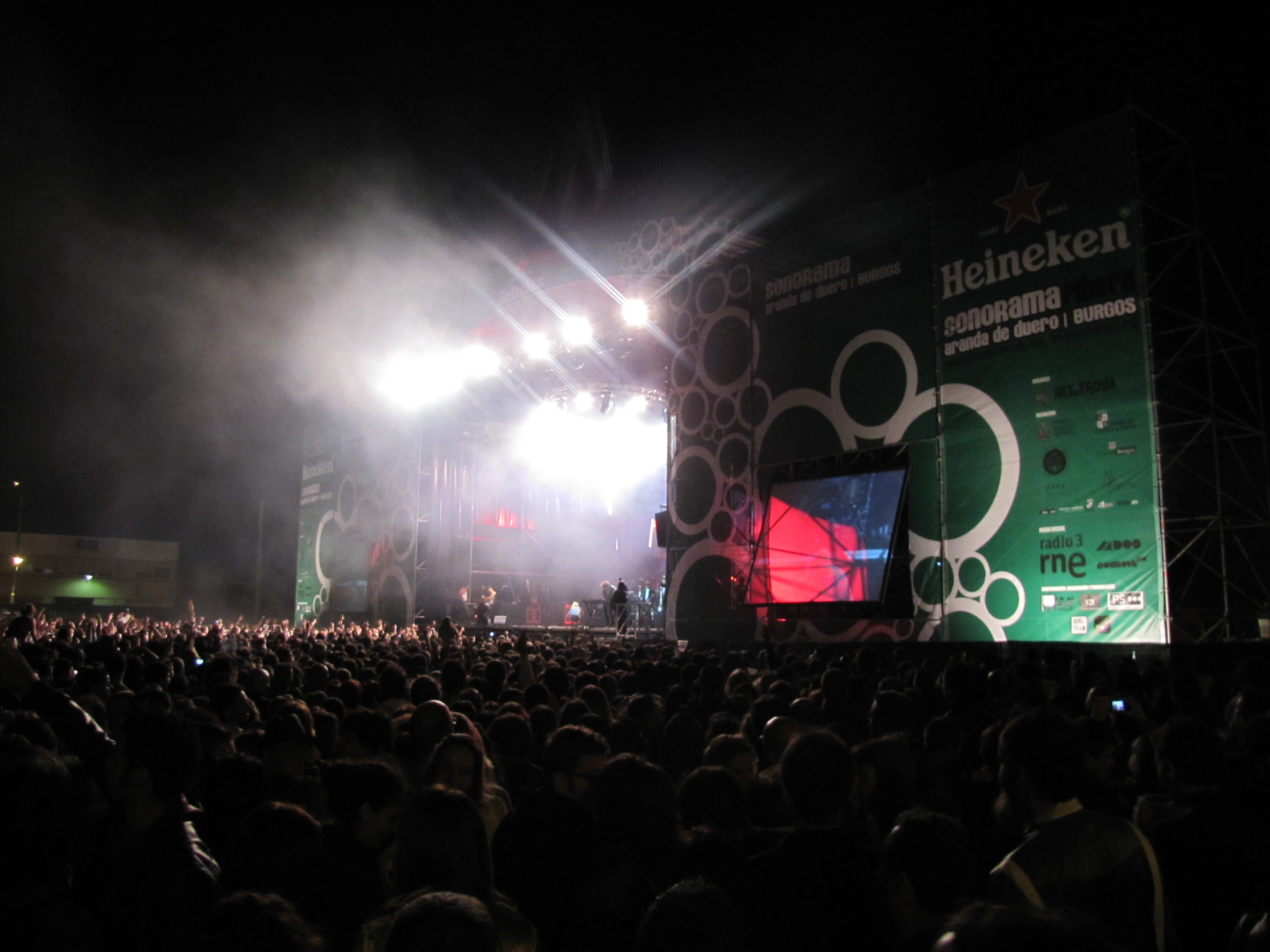
The Sounds en su actuación de 2010, en el escenario Principal.

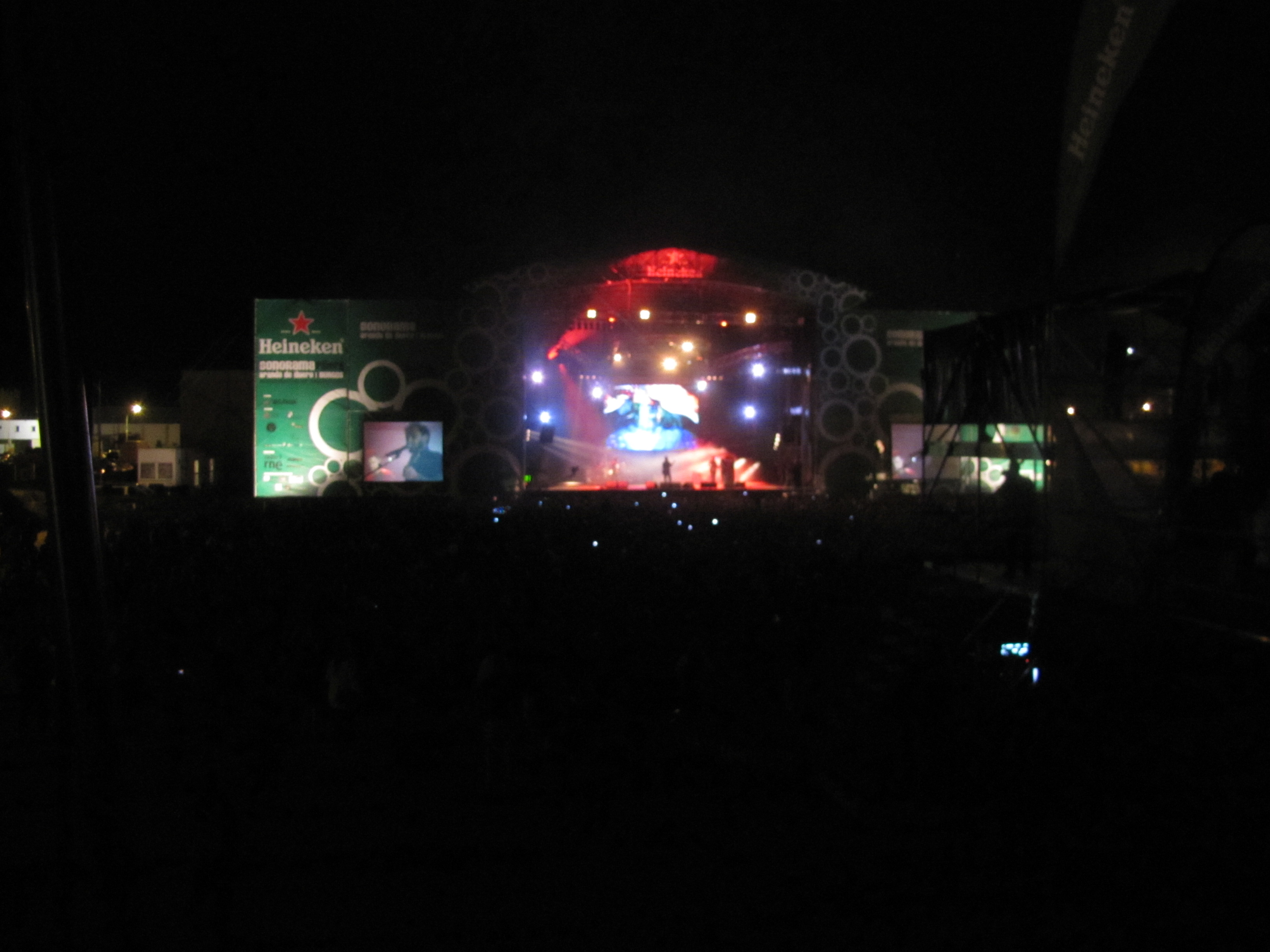
Los Planetas en su actuación de 2010, en el escenario Principal.

| Jueves 12 de agosto - Loquillo - Shuarma - Soul Tellers - Arizona baby - Vinila Von Bismark & The lucky dados - Maikel de la Riva - Zenttric - Pony Bravo - Marlene Santa - Maldito reloj - Chema Rey - Niño del ruido | Viernes 13 de agosto Centro Histórico - Entertainment - The New Raemon - Nixon - Klaus & Kinsky - Escuela Gurus Recinto Ferial - The Sounds (Suecia) - Los Planetas - The pains of being pure at heart (EE. UU.) - Standstill - Love of lesbian - The Ettes (EE. UU.) - The Right Ons - Tachenko - Nudozurdo - L.A. - Vinofelfin - Niño y Pistola - Mares (banda) - Dhera Dun + Baluji Srivastav - Campingas - Misterioso viaje a Holanda - My friend finger - Sick devils - Pull - Mañana (banda) - The Royal Suite - You Don’t Know Me - Super Frame - Marco Ecléctico - Rock Nights Ibiza | Sábado 14 de agosto Centro Histórico - Supersubmarina - Fernando Alfaro - Joaquín Pascual - Sr. Nadie - Escuela Gurus Recinto Ferial - Brett Anderson (Suede) (Inglaterra) - The Raveonettes (Dinamarca) - Lori Meyers - Sidonie - Delorean - Maga - Los Coronas - Estereotypo - Layabouts - Napoleón Solo - Los Punsetes - Airbag (banda española) - Dinero (banda) - The three geneerations - Hola a todo el mundo - Inkeys - Blamme the dog - Cronometrobudu - Idealipsticks - Sala (banda) - EUPHORIA - Stealwater - Hola hola hermanita - Ultrazorras - Chema Rey - Clovis dj's - Florent y yo - Nomen dj - Pin y Pon dj's - Tomasone |

## Galería de Fotos

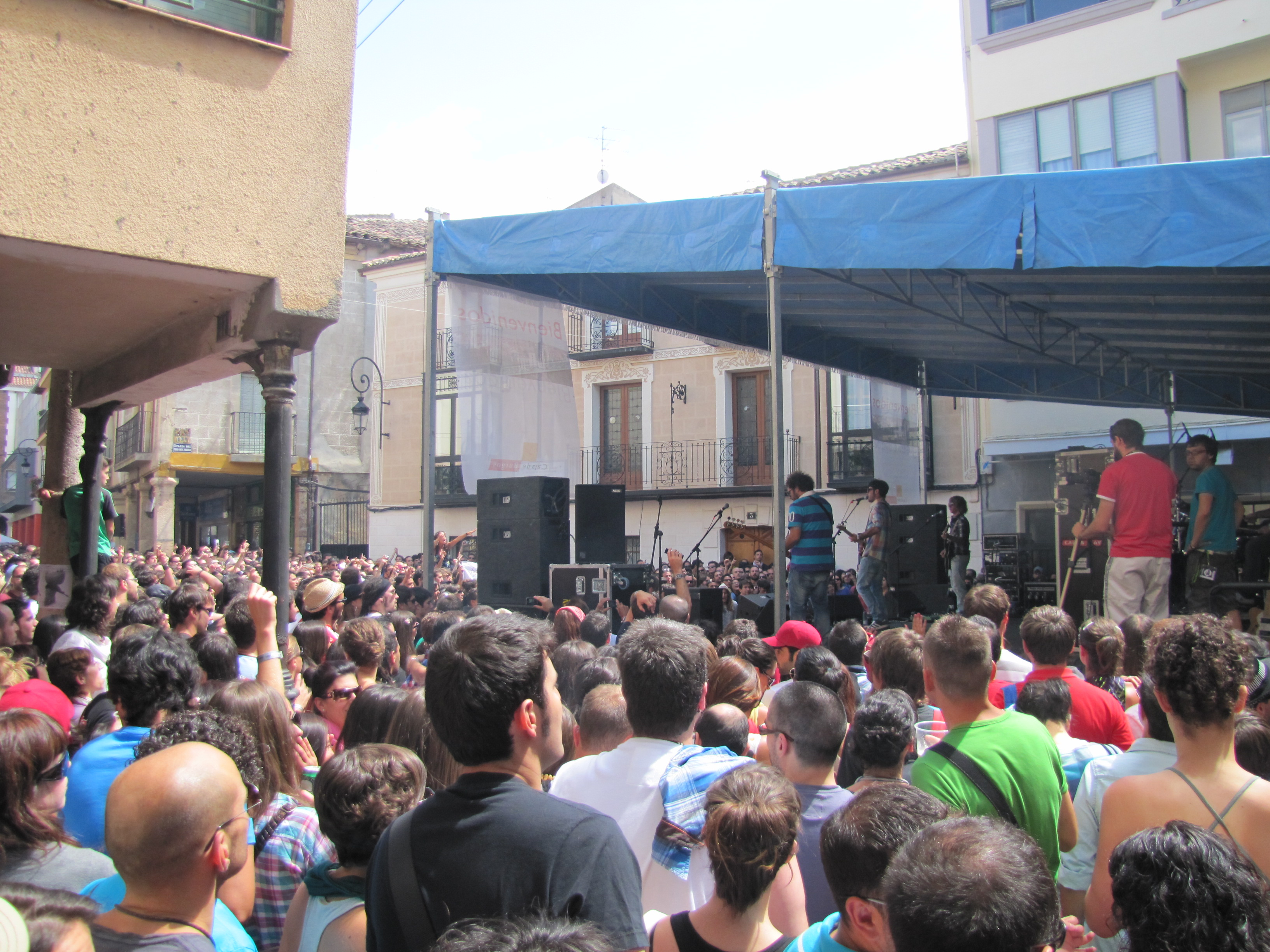
Supersubmarina en su actuación de 2010, en el centro histórico.
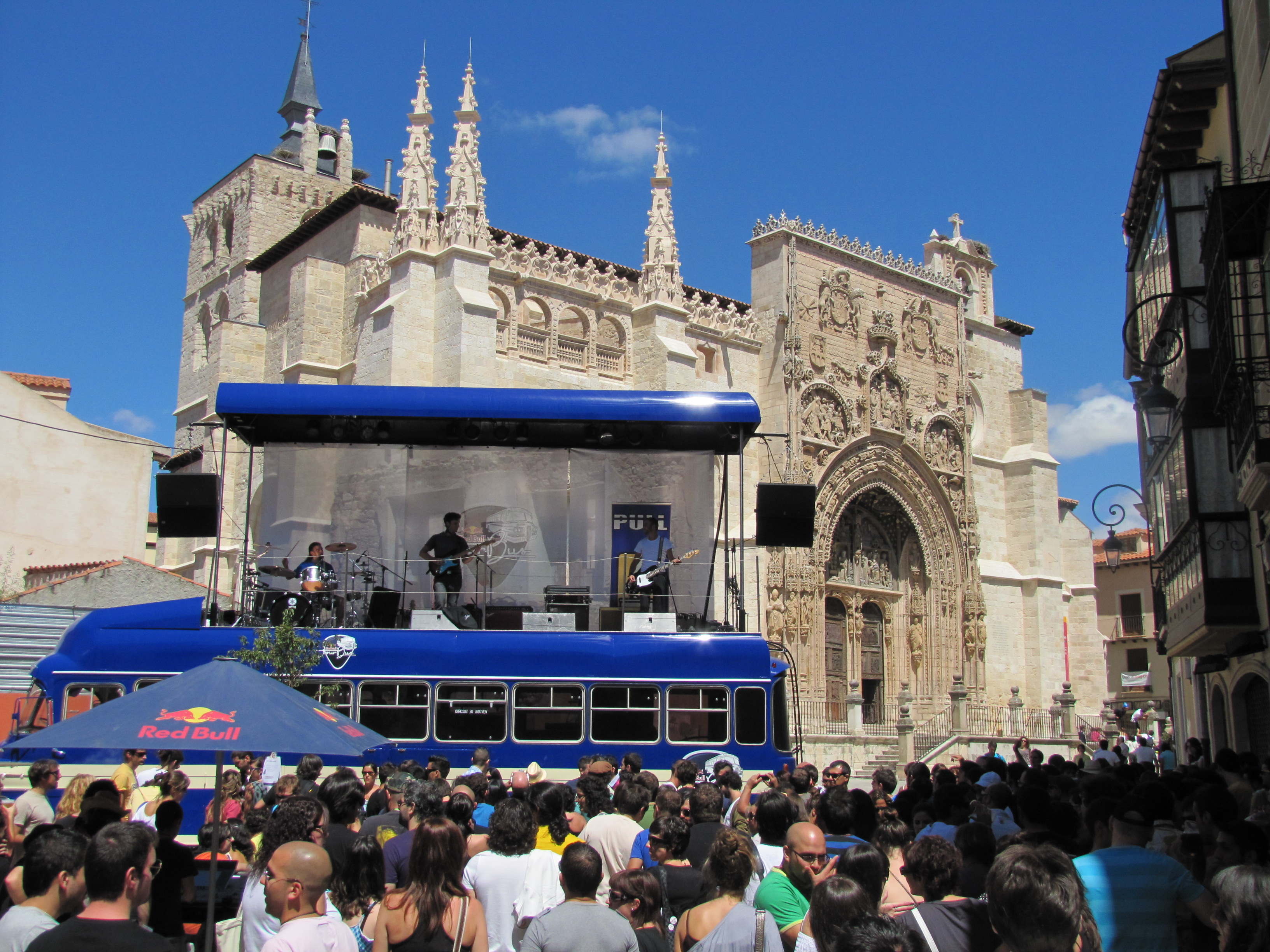
Un concierto celebrado durante la edición de 2010, frente a la Iglesia de Sta. María.
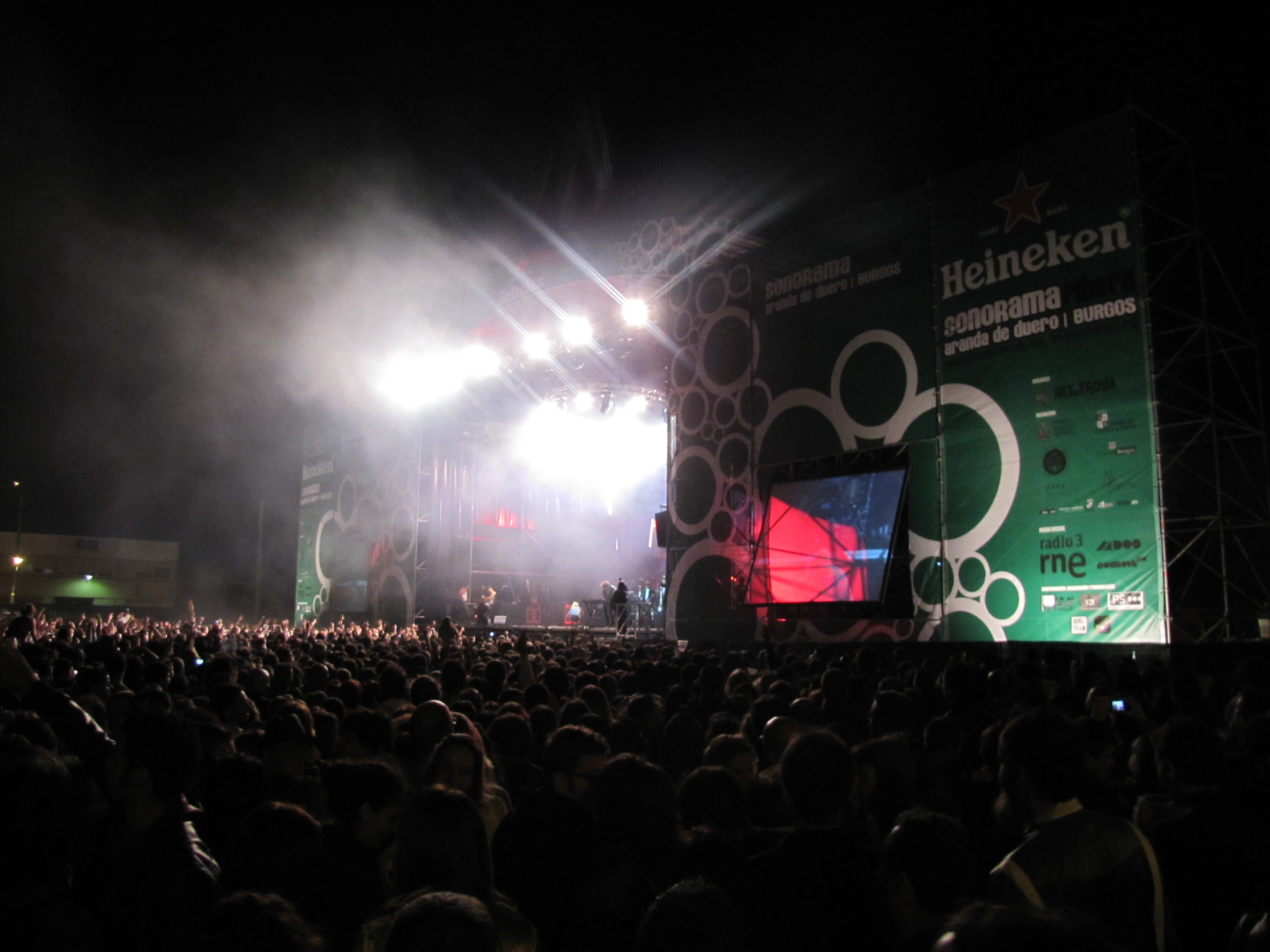
The Sounds en su actuación de 2010, en el escenario Principal.
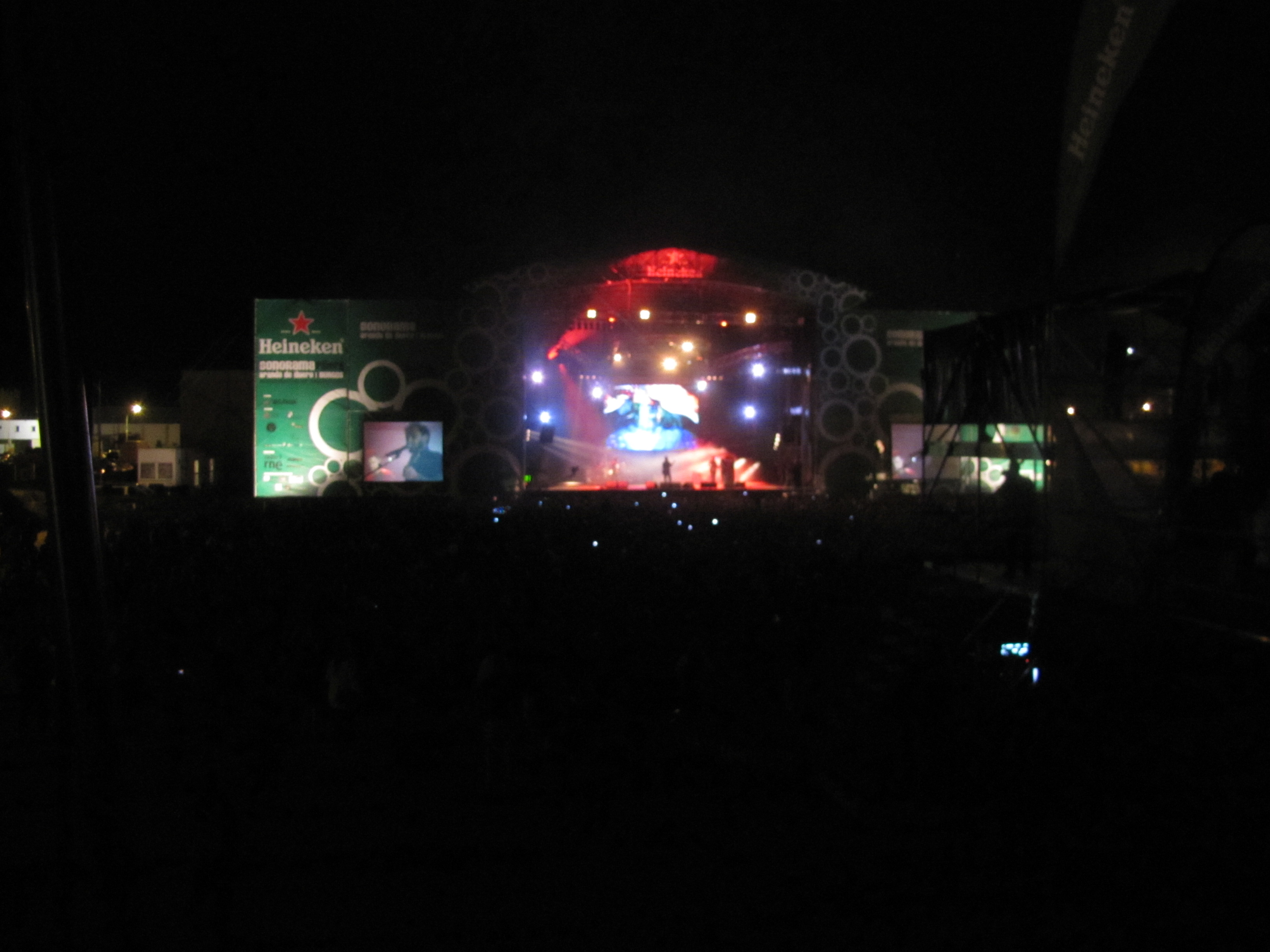
Los Planetas en su actuación de 2010, en el escenario Principal.